# Kelchvelum

Kelchvelum mit Bursa und passendem Manipel

Das Kelchvelum (von lateinisch Velum „Segel, Tuch, Hülle“) ist ein ca. 50 × 50 cm großes Tuch, das in der römisch-katholischen Eucharistiefeier und im lutherischen Abendmahlsgottesdienst den Kelch bis zur Gabenbereitung und nach der Purifikation bedeckt. Wie andere liturgische Verhüllungen hat es den Zweck, das Heilige zugleich schmückend hervorzuheben und dem direkten Blick zu entziehen.

## Heutige Praxis
In der römisch-katholischen Liturgie ist der Kelch „angemessenerweise mit einem Velum zu bedecken“. Das Kelchvelum ist in der Regel aus demselben Stoff und Dekor und in der liturgischen Tagesfarbe wie das zu diesem Gottesdienst getragene Messgewand und kann auch stilgleiche Verzierungen, am Rand eine Borte oder Fransen oder einfach ein Kreuz als Schmuck tragen. Es ist aber auch zulässig, immer ein schlichtes weißes Kelchvelum zu verwenden. Meist ist das Kelchvelum mit farblich passender Seide gefüttert.
Das Velum wird nach dem Kelchtuch, der Patene mit der großen Zelebrationshostie und der Palla auf den Kelch gelegt, so dass es vierseitig herunterhängt, darauf kann die Bursa mit dem Korporale folgen. Nach der Eucharistiefeier und der Purifikation der Gefäße wird das Velum wieder über den Kelch gebreitet. In der heiligen Messe steht der mit dem Kelchvelum bedeckte Kelch auf der Kredenz bereit und wird bei der Gabenbereitung von einem Ministranten zum Altar gebracht. In der außerordentlichen Form des Römischen Ritus trägt der Priester beim Einzug den Kelch mit Kelchvelum und stellt ihn auf den Altar, wie es bis zur Liturgiereform des Zweiten Vatikanischen Konzils allgemein praktiziert wurde.

## Geschichte
Das Kelchvelum in der heutigen Form kam erst seit dem 16. Jahrhundert in Gebrauch, zunächst in Rom und in Mailand; im Erzbistum Köln wurde es erst 1651 verbindlich eingeführt. Vorher wurden Kelch und Patene ohne Umhüllung oder in einem Tuch (linteum oder mappula ad tegendum calicem „Tuch, um den Kelch zu bedecken“) oder Säckchen (sacculus) zum Altar gebracht, wo die Umhüllung entfernt wurde. Der Kelch wurde im Hochamt etwa seit dem 13. Jahrhundert bereits zur Epistel, mancherorts schon beim Kyrie eleison oder beim Gloria der heiligen Messe auf der Kredenz bereitet, bis zur Gabenbereitung verhüllt und dann bei der Opferung mit der Verhüllung zum Altar gebracht. Daher trug dieser Vorläufer des Kelchvelums nach alter Sitte die Bezeichnung offertorium (von offerre „darbringen, opfern“).